# Omar Bravo
Omar Bravo Tordecillas, mais conhecido como Omar Bravo (Los Mochis, 4 de março de 1980), é um futebolista mexicano que atua como meia e atacante.

## Carreira
Antes de se tornar jogador de futebol profissional, Bravo foi um boxeador amador.

### Seleção Mexicana
Participou de apenas quatro partidas das eliminatórias para a Copa do Mundo de 2006, tendo entrado no decorrer do jogo em todas elas. Ele foi convocado para a seleção que disputou a Copa das Confederações de 2005, mas não chegou a jogar na competição. Um ano antes, marcou dois gols para o México nos Jogos Olímpicos de 2004.

## Títulos
Seleção Mexicana
- Copa Ouro da CONCACAF: 2003

Chivas Guadalajara
- Campeonato Mexicano: 2006 (Apertura)

## Artilharias
Chivas Guadalajara
- Copa dos Campeões da CONCACAF: 2007 - 4 gols*
- Campeonato Mexicano: 2007 - Clausura (11 gols)

* junto com Luciano Emilio